# Centrobasket 1985
El Centrobasket 1985, también conocido como el IX Campeonato de baloncesto de Centroamérica y el Caribe, fue la 9.ª edición del campeonato regional de Centroamérica y el Caribe de la FIBA Américas. Se celebró en el Palacio de los Deportes en la Ciudad de México, México del 10 al 19 de mayo de 1985. Este fue la primera edición celebrada en la Ciudad de México desde la creación del torneo en 1965.
Puerto Rico ganó su segundo torneo. Panamá y Cuba ganaron la medalla de plata y la medalla de bronce, respectivamente.

## Equipos participantes
- Bahamas
- Cuba
- El Salvador
- Honduras
- Islas Vírgenes Estadounidenses
- México (anfitrión)
- Panamá
- Puerto Rico
- República Dominicana

## Resultados

### Posiciones
| Pos.              | Equipo                         | Récord |
| ----------------- | ------------------------------ | ------ |
| Medalla de oro    | Puerto Rico                    | 8 - 0  |
| Medalla de plata  | Panamá                         | 7 - 1  |
| Medalla de bronce | Cuba                           | 5 - 2  |
| 4                 | México                         | 3 - 4  |
| 5                 | Islas Vírgenes Estadounidenses | 3 - 6  |
| 6                 | República Dominicana           | 2 - 6  |
| 7                 | El Salvador                    | 1 - 4  |
| 8                 | Bahamas                        | 2 - 4  |
| 9                 | Honduras                       | 1 - 5  |

### Campeón
| Campeón Puerto Rico |
| Segundo título      |